# Miki Jelínek
Miki Jelínek, vlastním jménem Miroslav Jelínek (* 20. května 1950) je český kytarista, zpěvák, písničkář, textař, dramatik, herec, hudební skladatel a překladatel.
Jako divadelník je úzce spjat s českým alternativním Divadlem na okraji, jež sídlilo v pražském malostranském klubu Rubín (dnešní A Studio Rubín) na Malostranském náměstí v domě „U tří korun“, zde působil od roku 1970 až do roku 1987.
Jako hudebník působil v 70. letech ve folkové skupině F.O.K.. Komponuje především filmovou a scénickou hudbu, kde spolupracuje s mnoha českými divadly a divadelními režiséry.